# Şehbal
Şehbal (osmanisch شهبال; İA: Şehbāl; deutsch: „Schwungfeder, Flügel“) war eine osmanische Zeitschrift.
Sie erschien zwischen 1909 und 1914 in Istanbul. Der Herausgeber Hüseyin Saadeddin Arel (1880–1955), eigentlich Jurist, war ein berühmter Musikwissenschaftler und Komponist der türkischen klassischen Musik des 20. Jahrhunderts. Ein weiterer Leiter der Zeitschrift war der armenische Diplomat Jacques Sayabalian. Es erschienen vierzehntäglich insgesamt 100 Nummern, jeweils am 1. und 15. des Maliye-Monats, in einem Umfang von je 20 Seiten. Auffällig war das große Seitenformat in etwa DIN-A3-Größe sowie die Nutzung neuer Drucktechniken, zum Beispiel der Dreifarbendruck, mit zahlreichen Photographien und Illustrationen.
Vorbilder der Zeitschrift, sowohl in der Ausgestaltung als auch inhaltlich, waren französische Magazine wie „Figaro Salon“ oder „L’Illustration“. Das Ziel der Zeitschrift war, ideellen sowie technischen Fortschritt zu verbreiten und eine große Bandbreite an Themenfeldern abzudecken. Diese reichten von Beiträgen über Politik-, Gesellschafts- und Rechtswissenschaften bis hin zu Naturwissenschaft, Technik und Philosophie. Außerdem wurden Leserinnen über Kindererziehung, Frauenrechte und die Rolle der Frau in der Gesellschaft informiert. Seiten zu aktuellen geschichtlichen Ereignissen wurden ebenso veröffentlicht wie Themen zu Sport und Bildenden Künsten. Besondere Bedeutung erhielten musikalische Beiträge, für die größtenteils der Herausgeber unter dem Pseudonym Bedi Mensi verantwortlich war. Auf Unterhaltungsseiten befanden sich Erzählungen und Romane aus der eigenen sowie der englischen und amerikanischen Literatur. Zusätzlich wurden Theaterstücke und Gedichte bekannter Literaten abgedruckt. Zahlreiche Wettbewerbe bezogen die Leser in die Gestaltung der Zeitschrift mit ein und sollten das kulturelle Leben anregen. Preisverleihungen krönten die Gewinner der Wettbewerbe. Beispielsweise wurde um Kompositionen eines Musikstücks gebeten, es gab Foto- und Karikaturwettbewerbe sowie Übersetzungen von Opern. Zur Begriffsfindung osmanischer Wörter für bestimmte französische Begriffe wurde ein Übersetzungswettbewerb ausgeschrieben. Die 100. Nummer, die am 23. Juli 1914/ 10 Temmuz 1330 als Sondernummer erschien, war ohne Ankündigung die letzte Ausgabe.